# 多毛柯林斯虫属
多毛柯林斯虫属（学名：Collinsovermis）是动物界的一属。其门、纲、目和科的地位未定。

## 下属物种
本属包括以下物种：
- Collinsovermis monstruosus Caron & Aria, 2020，加拿大古生物学家Desmond Collins于1983年在加拿大布尔吉斯页岩中发现了这种动物的化石。 2020 年，该种以他的名字命名。